# Sabine Winterfeldt
Sabine Winterfeldt (Berlino Ovest, 28 ottobre 1966) è un'attrice e doppiatrice tedesca nota per aver prestato la voce a Perla Krab in SpongeBob. È madre della doppiatrice Giovanna Winterfeldt.

## Filmografia

### Cinema
- Das Miststück - regia di Carlo Rola (1998)
- Beyond the Sea - regia di Kevin Spacey (2004)
- God - regia di Edwin Brienen (2016)

### Televisione
- Rosa Roth - serie TV (1998)
- Adelheid und ihre Mörder - serie TV (1999)
- Lexx (Lexx – The Dark Zone) - serie TV (1 episodio) (2000)
- Il nostro amico Charly (Unser Charly) - serie TV (2005)
- Un caso per due (Ein Fall für zwei) - serie TV (2006)
- SOKO Potsdam - serie TV (2021)

## Doppiaggio

### Film
- Dora la coniglietta in Non ho sonno  (2001)
- Shulie Cowen in  Se solo fosse vero (2005)
- Elina Knihtilä in Midwife als Heta (2015)

### Film d'animazione
- Perla Krab in Plankton - Il film (2025)

### Serie televisive
- Lunch in Dragon Ball
- Perla Krab in SpongeBob (2002-in corso)
- Eri Kisaki in Detective Conan (2002-in corso)
- Chisame Hasegawa in Negima
- Rebecca Shephard in Desperate Housewives (2006)
- Caroleena in La crescita di Creepie (2008)
- Strega Hazel in The Looney Tunes Show
- Direttrice Bloodgood in Monster High (2012-)
- Hakugen Rikuson in Ikkitousen (2013)
- Mary in American Horror Story (2015)
- Dogshank in LEGO Ninjago (2016)